# Motorola 56000

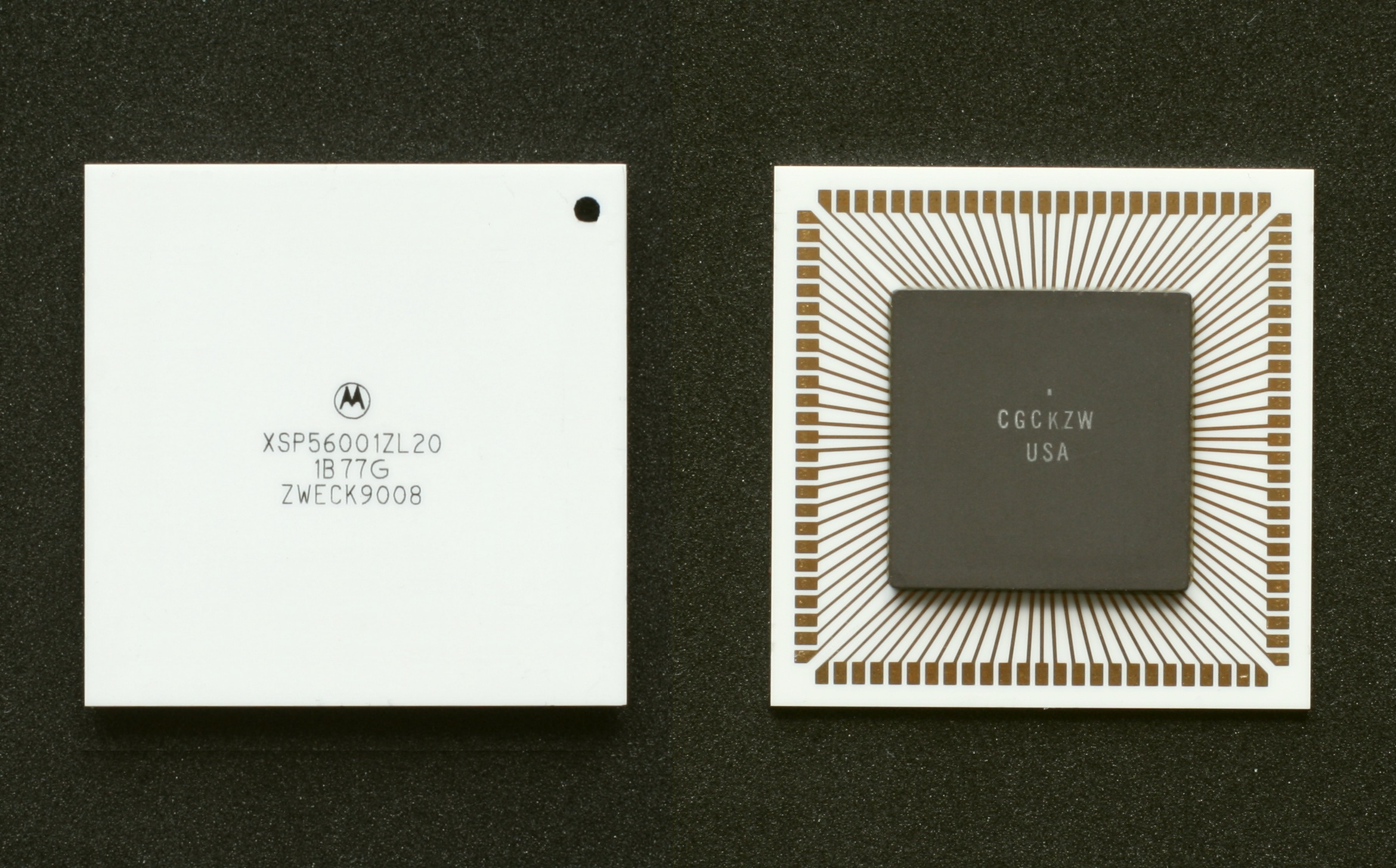
Motorola XSP56001

A Motorola DSP56000 (másként 56K) digitális jelfeldolgozó processzor (DSP) csipek egy családja, melyet a Motorola Semiconductor (újabban Freescale Semiconductor néven ismert) cég kezdett gyártani 1986-tól kezdve. A típus fejlettebb modelljeit még mindig gyártják a 2000-es években. Az 56k sorozat egy ideig viszonylag népszerű volt néhány számítógépben, például a NeXT, Atari Falcon (56001), és SGI Indigo munkaállomásokban. Az 56k újabb változatait napjainkban is (2004) használják audio- és hangtechnikai berendezésekben, radarokban, kommunikációs eszközökben (pl. mobiltelefonban) és különféle egyéb beágyazott DSP alkalmazásokban. Az 56000-es volt az alapja a korszerűsített Motorola 96000-es DSP processzornak, amely üzletileg nem volt túl sikeres.

## Műszaki leírás
A DSP56000 fixpontos aritmetikát használ, program-utasításszava 24 bites és adatszavai szintén 24 bitesek. két 24 bites regisztert tartalmaz, amelyek egyetlen 48 bites regiszterként is használhatók. Tartalmaz még két 56 bites akkumulátort, melyeknek egy-egy 8 bites kiterjesztése van (másként túlvezérlési tartomány); egyébként az akkumulátorok megegyeznek a többi 24/48 bites regiszterrel. A processzor felépítése a módosított Harvard-architektúrát követi, ezért az 56k három külön memóriaterülettel és sínnel rendelkezik (néhány modell ezen felül még lapkára integrált memóriabankokkal is): egy programmemória-mezővel és sínnel, és két adatmemória-területtel és sínnel.
Azért választották a 24 bites szóhosszat, mert ez a rendszernek elfogadható méretű számtartományt ad, megfelelő pontossággal az audio- avagy hangfeldolgozás számára, ami az 56000-es elsődleges feladata volt. A 24 bit egy nagy 144 dB-es dinamikatartománynak felel meg, ami elegendő volt az 1980-as években mikor analóg-digitális átalakítók (ADC-k) és digitális-analóg átalakítók (DAC-k) adatszélessége ritkán haladta meg a 20 bitet. Ennek példái az ADSL alkalmazások, ahol a szűrők tipikusan 20 bites pontosságot igényelnek.[forrás?] A 24 bites regiszterek legfelső négy bitje elegendő túlcsordulási területet hagy a számításoknak.
A processzor másodpercenként 16,5 millió utasítás elvégzésére (MIPS) képes a maximálisan előírt 33 MHz-es órajelfrekvencián,, és hardveresen támogatta a blokkos-lebegőpontos FFT. Tápfeszültsége TTL szintű 5 V és fogyasztása közelítőleg 0,4 W.

## Alkalmazása és változatai
A legtöbb kialakításban az 56000 egyetlen dedikált feladatot hajt végre, mert a speciális hardvert használó digitális jelfeldolgozás főleg valós idejű és nem enged meg megszakításokat. A valamennyire kisebb igényű, nem időkritikus feladatok, vagy az egyszerű „ha-akkor” típusú utasítássorozatok végrehajtására a tervezők rendszerint különálló CPU-t vagy mikrovezérlőt (MCU) alkalmaznak.
Az 56000-es képes egy 1024 pontos komplex gyors Fourier-transzformációt (FFT) 59 898 órajelciklus alatt végrehajtani, ami 1,8 ms 33 MHz-en, tehát ezt az FFT műveletet 550 művelet másodpercenkénti sebességgel képes végezni, ami lehetővé teszi mind a kódolás, mind a dekódolás műveletének elvégzését egy elfogadhatóan fejlett audio-kodekben, mint amilyen pl. a felvételi célú direct-to-disc MP3 kódolás.
A SIMD utasítások megjelenésével az asztali számítógépek processzoraiban az 56000-hez hasonló dedikált DSP csipek teret vesztettek néhány alkalmazási területen, de továbbra is széles körben alkalmazzák őket a kommunikáció és egyéb professzionális alkalmazások területén. Így, ebből a célból jött létre az egycsipes (Freescale) DSP56800 „DSPcontroller”, amelyben a DSP mellé egy külön 16 bites mikrovezérlő került beépítésre, míg ennek a fordítottja történt a 68456-ban, amely egy 56000-essel egybeépített 68000-es processzor.
Az 56000-es újabban uralkodó modellje a harmadik generációs 563xx család, amelynek sok tagja van, speciális beépített hardveres alkalmazásokkal, mint pl. PCI interfész logika, CRC processzorok vagy audio-kompanderek.

## Fordítás
Ez a szócikk részben vagy egészben  a   Motorola 56000 című angol Wikipédia-szócikk ezen változatának fordításán alapul.  Az eredeti cikk szerkesztőit annak laptörténete sorolja fel. Ez a jelzés csupán a megfogalmazás eredetét és a szerzői jogokat jelzi, nem szolgál a cikkben szereplő információk forrásmegjelöléseként.